# José Manuel Soto
José Manuel Soto Alarcón (El Carpio; 12 de marzo de 1961), más conocido artísticamente como José Manuel Soto, es un cantautor y músico español.

## Biografía
Nació en la provincia de Córdoba en 1961, hijo de Armando Soto Camino y de Carmen Alarcón de la Cámara. Tiene un hermano llamado como su padre, Armando. José Manuel es un exponente de la canción ligera con aires de rumba de finales de los años 1980 y los 1990. Consiguió su mayor éxito con su composición Por ella, que también versionaron otros artistas, como Roberto Carlos o Los del Río. Otro notable éxito suyo fue Déjate querer. En su momento de máxima fama representó a España en el Festival de la OTI de 1989 con su canción Como una luz, logrando un meritorio segundo puesto. 
En 2004 participó como concursante en La selva de los famosos.
En los carnavales de Cádiz de 2010, participó con una chirigota en el concurso de agrupaciones junto a César Cadaval, Rafa Almarcha, Monchi y otros famosos sevillanos en la conocida como la chirigota de los famosos, con la que participaron en el concurso de agrupaciones bajo el nombre Los pre-paraos.
Con motivo de sus 25 años sobre los escenarios, el 21 de junio de 2011 celebró un multitudinario concierto en la plaza de toros de la Maestranza de Sevilla, en el que le acompañaron artistas como Pasión Vega, Rosario Flores y Arturo Pareja Obregón. Dicho concierto se recoge en el álbum Soto & amigos (2011). También actuó en el teatro municipal de Écija para una obra benéfica en 2012 junto a Pasión Vega, Arturo Pareja Obregón y otros intérpretes.
El 30 de mayo de 2013 se le distingue con la Medalla de la Ciudad de Sevilla.
José Manuel participa en la tercera edición de Tu cara me suena junto con otros concursantes, como la actriz Llum Barrera, las cantantes Edurne, Melody, Ángela Carrasco y Xuso Jones, los humoristas Florentino Fernández y Santi Rodríguez y el grupo musical Los Chunguitos.
En 2018 actúa en el Starlite Festival.
El 23 de febrero de 2019 es nombrado Caballero Español 2019 por la Asociación de Antiguos Tunos denominada Tuna España.
El 19 de agosto de 2023 los ayuntamientos de Villacarrillo y Bormujos emiten un comunicado cancelando dos de sus conciertos por proferir insultos en las redes sociales al Presidente del Gobierno en funciones, Pedro Sánchez, y a sus votantes, tras lo cual pidió perdón. En 2023 se supo que la Oficina Antifraude de la Junta Andalucía había denunciado una subvención del gobierno autonómico, encabezado por el político del Partido Popular Juanma Moreno, de 275.000 euros a una fundación del cantante, así como que su empresa cobró al ayuntamiento de Marbella por hacer el pregón 9.075 euros (lo habitual es que el pregonero de las fiestas no cobre) y al ayuntamiento de Torrelodones, 14.520 euros por cantar, ambos gobernados por la derecha.

## Discografía
- 1986 Desde mi orilla
- 1987 Contigo nació la primavera
- 1987 ¿Quién eres tú?
- 1988 Por ella
- 1989 Canta las mejores canciones
- 1989 Como una luz
- 1990 Me enamoré de unos ojos
- 1992 Déjate querer
- 1993 Tormenta de verano
- 1996 Quiéreme
- 1998 Volver a verte
- 1999 Sottovoce
- 2001 Rumba al corazón
- 2002 Al son de Machín
- 2003 Solo faltas tú
- 2005 Lástima de tanto amor
- 2011 Soto & amigos
- 2013 Puro Soto
- 2017 Alcázar de Sevilla
- 2017 Tiempo de Navidad

## Otros datos
Siempre se comentó que la canción "Por ella" se la escribió a Carmen Ordóñez tras un intento de relación fallido, algo que él nunca quiso ni desmentir ni confirmar públicamente.
Dedicó "Volver a verte" a su madre, Carmen, tras su fallecimiento.